# Ruter (vervoersmaatschappij)
Ruter AS is het grootste openbaarvervoersbedrijf in de Noorse provincies Oslo en Viken. Het bedrijf begon als volledig privaat bedrijf, maar is inmiddels voor 60% in handen van de provincie Oslo en voor 40% in handen van de provincie Viken. Het bedrijf is verantwoordelijk voor de administratie, financiering en marketing (maar niet het vervoer zelf) van al het openbaar vervoer in de provincies, waaronder bussen, metro's (T-banen i Oslo), trams (Trikken i Oslo) en veerboten. Daarnaast heeft Ruter overeenkomsten gesloten met treinvervoerder Vy, waardoor het treinverkeer in de twee provincies deels vanuit Ruter gesubsidieerd wordt.

## Uitvoering
Alle openbaarvervoersdiensten worden verzorgd door andere vervoerders:
- Buslijnen worden gereden door onderliggende concessiehouders, waaronder UniBuss, Nettbuss, Norgesbuss, Schau's Buss, en Nobina Norge;
- Metrolijnen worden gereden door Sporveien T-banen;
- Tramlijnen worden gereden door Sporveien Trikken;
- Veerboten worden gevaren door Tide Sjø, Bygdøfergene Skibs en Oslo-Fergene.

In 2013 kende Ruter een reizigersaantal van 309 miljoen per jaar.

### Sporveien
Sporveien is een onafhankelijk bedrijf in handen van de gemeente Oslo. Dit bedrijf werd opgericht op 1 juli 2006, na de opsplitsing van Oslo Sporveier. Sporveier verzorgt de metro- en tramlijnen, zowel qua materieel als qua lijnen. Formeel gezien worden de metrolijnen echter uitgevoerd door Sporveien T-banen en de tramlijnen door Sporveien Trikken. Sporveien is tevens eigenaar van UniBuss, een van de grootste busvervoerders in de provincies Oslo en Viken. Ook verzorgt UniBuss langeafstandslijnen onder de naam Lavprisekspressen.

### Reizen en tarieven
Er kan worden gereisd met het elektronische vervoersbewijs Reisekort (vergelijkbaar met de OV-chipkaart).
Daarnaast zijn er kaartjes voor eenmalig gebruik, dagkaarten, 7-dagenkaarten en jaarkaarten te koop. Ruter werkt op basis van een controlesysteem: bij steekproeven dient een geldig vervoerbewijs te worden getoond, op straffe van een boete van 950 NOK (direct) of 1150 NOK (achteraf) indien geen geldig kaartje kan worden overlegd. Het reisgebied is opgedeeld in zones, waarbij Oslo onder één grote zone valt. Overstappen binnen een zone zijn gratis. Een éénzoneticket kost 35 NOK in de voorverkoop of 50 NOK aan boord van het voertuig. Dagkaarten kosten 90 NOK en maandkaarten 708 NOK. Kinderen en senioren reizen tegen gereduceerd tarief (50% korting). De kosten van het reizen in meerdere zones zijn hoger.

## Vervoermiddelen

### Metro's
De metro van Oslo bedient alle stadsdelen en een groot deel van Bærum. De metrolijnen worden gereden door Sporveien T-banen. Het netwerk bestaat in totaal uit vijf lijnen, die allen verbonden zijn met het centrum van Oslo. De lijnen vervoeren dagelijks meer dan 200.000 passagiers. Alle lijnen samen hebben een lengte van 84,2 km en 101 stations, waarvan 16 ondergrondse of met volledige overkapping.
De eerste metrolijn in Oslo was de Holmenkolllijn, die in 1898 werd geopend. In 1912 volgde de Røalijn, die in 1928 werd doorgetrokken naar Nationaltheatret. In het centrum werd ondergronds gereden, waarmee het de eerste ondergrondse lijn van Noorwegen werd. De Sognsvannlijn werd in 1934 geopend, in 1942 gevolgd door de Kolsåslijn. In 1957 werd begonnen met de ombouw van de Østensjølijn naar een metrolijn - in 1966 was de ombouw voltooid. Daarna volgden nog de Lambertseterlijn, Grorudlijn en Furusetlijn. In 1993 konden metro's voor het eerst doorrijden van de ene naar de andere kant van de stad via de gedeelde tunnel en sinds 2006 als ringlijn.

### Trams
Het tramnetwerk bestaat uit zes lijnen. Alle lijnen samen hebben een lengte van 131,4 km, 99 haltes en vervoeren dagelijks meer dan 100.000 passagiers, oftewel 20% van het totaalaantal reizigers in Oslo. De tramlijnen worden gereden door Sporveien Trikken. Het depot, hoofdkantoor en de werkplaatsen zijn gevestigd in Grefsen, bij het eindpunt van lijn 17 en 18.

## Geschiedenis
Ruter werd op 23 oktober 2007 opgericht na een fusie tussen Sporveier en Stor-Oslo Lokaltrafikk, de vervoerders in respectievelijk Oslo en Akershus.

### Corruptie
In september 2011 werden twee belangrijke leden van de directie van Unibuss beschuldigd van corruptie. Het uitgangspunt voor de corruptiezaak was een rechtszaak tegen de Duitse busfabrikant MAN, die steekpenningen had betaald, onder meer aan werknemers van Unibuss, om contracten voor de levering van busmateriaal in de wacht te slepen. In de loop van het onderzoek werd de zaak steeds omvangrijker. In januari 2012 werden in 13 mensen aangeklaagd, onder wie de president-directeur van Unibuss, die vervolgens werd ontslagen.
Tegelijkertijd liep er een aanbesteding voor busdiensten in het westen van Oslo. In totaal hadden zes vervoerders zich ingeschreven. Naar aanleiding van de corruptiezaak werd Unibuss afgewezen op grond van artikel 20-12 van de verordeningen inzake overheidsopdrachten. Volgens Ruter had Unibuss ernstige inbreuk gemaakt op professionele en ethische voorschriften, en wel van dusdanige aard dat de aanbesteding in het westen van Oslo in het geding zou komen. De aanbesteding werd uiteindelijk, op 9 januari 2012, gegund aan Nobina Norge. Tegen de gunning werd door verschillende gegadigden beroep ingesteld, maar alle zijn afgewezen.

## Huisstijl
De trams in Oslo zijn voorzien van een licht- en donkerblauwe kleurstelling. De bussen in Oslo zijn rood; de streekbussen zijn lichtgroen (met uitzondering van lijn 100 en 110 naar Lillestrøm die wel rood zijn). Rood was ook de oorspronkelijke kleur van de bussen in Oslo; groen was de oorspronkelijke kleur van de bussen in Akershus.

## Galerij

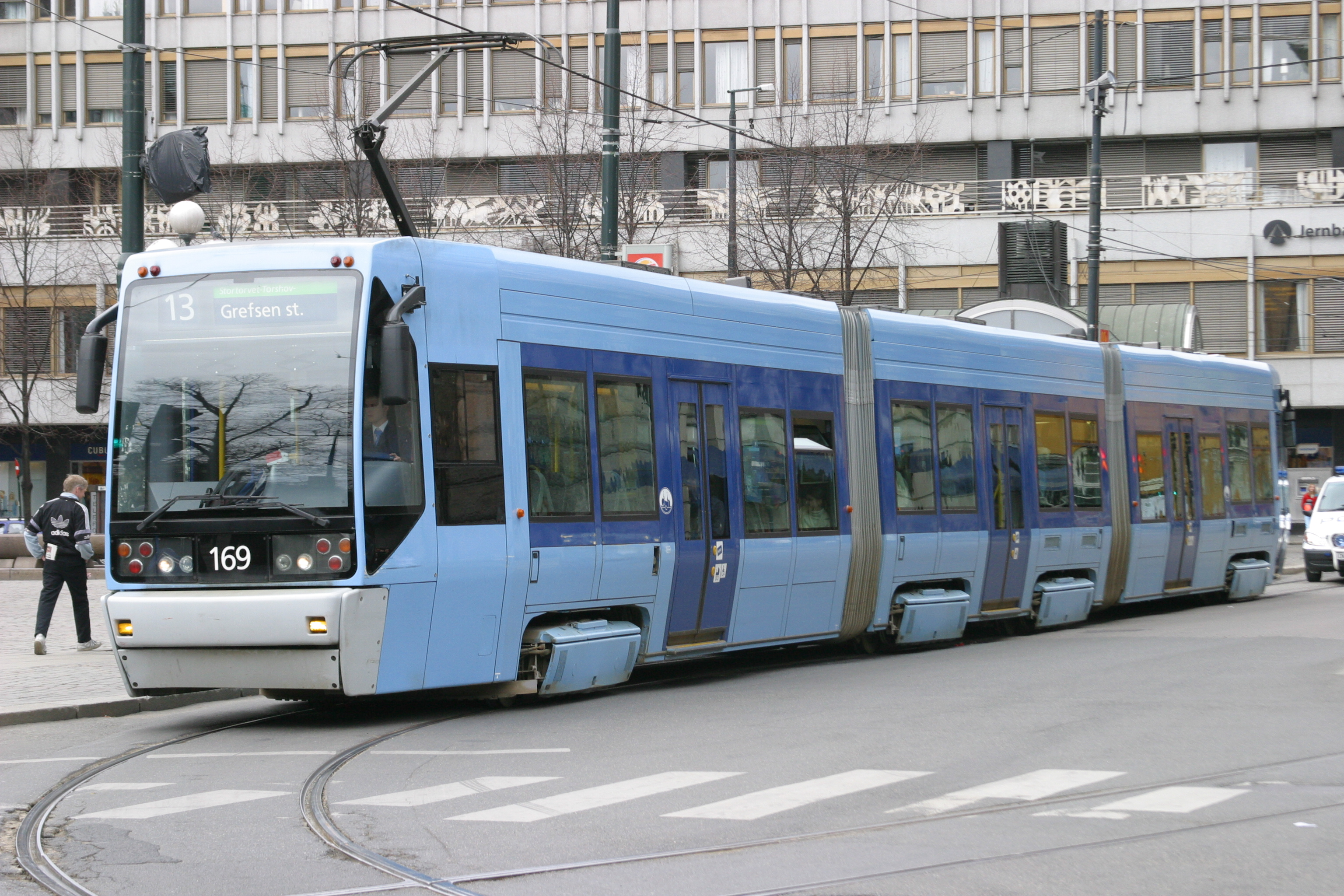
Tram in Oslo (2005)
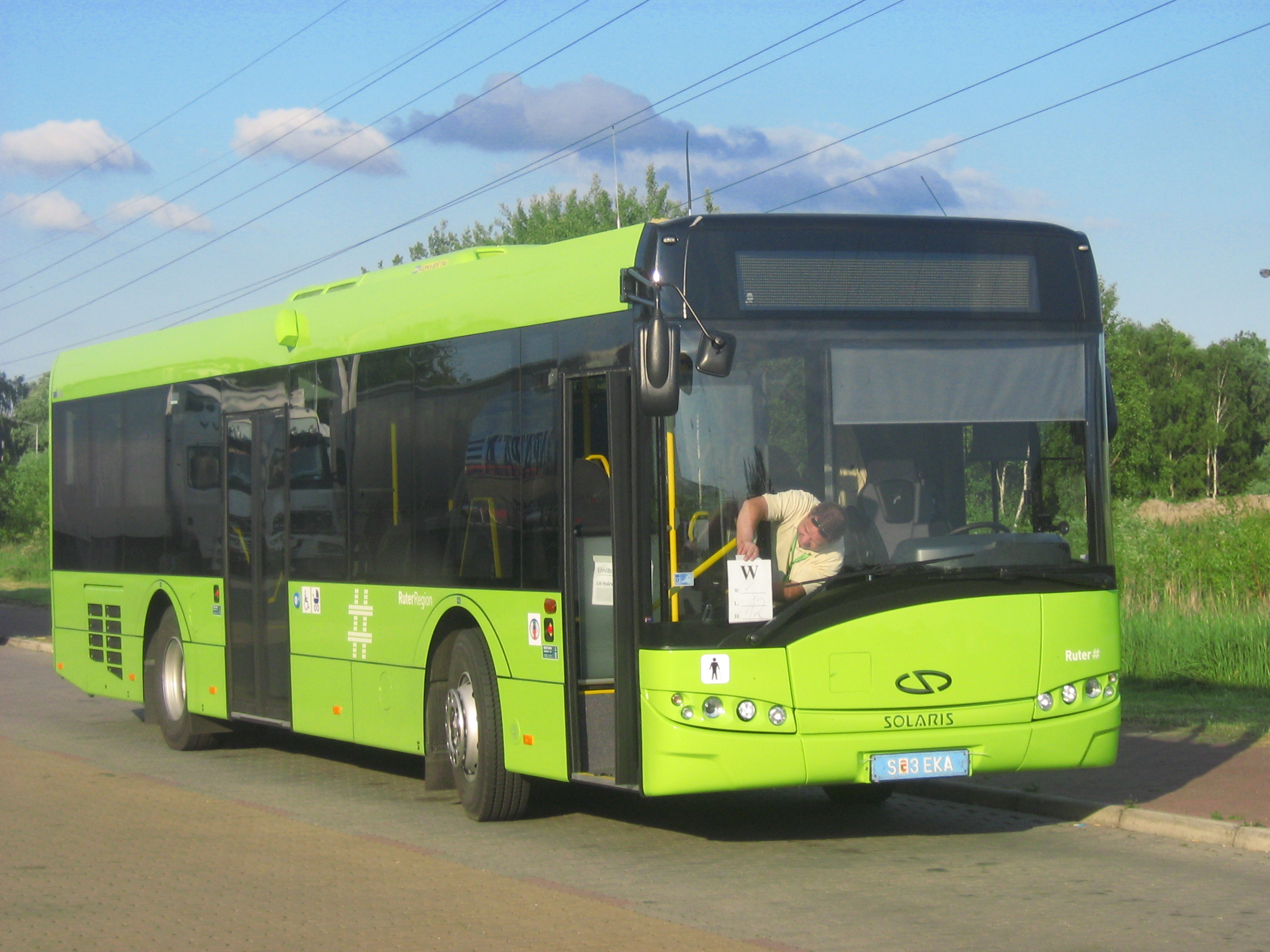
Solaris Urbino in Akershus (2009)
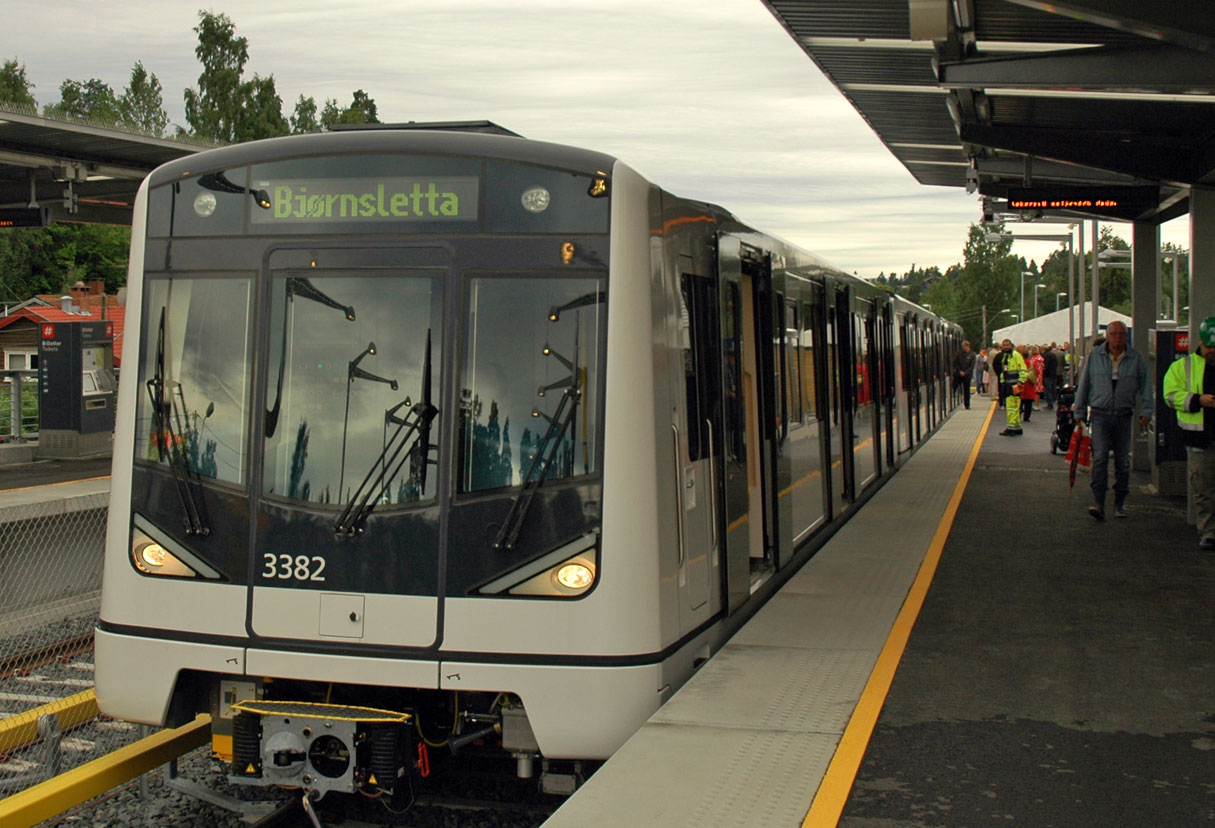
Metro in Oslo (2010)
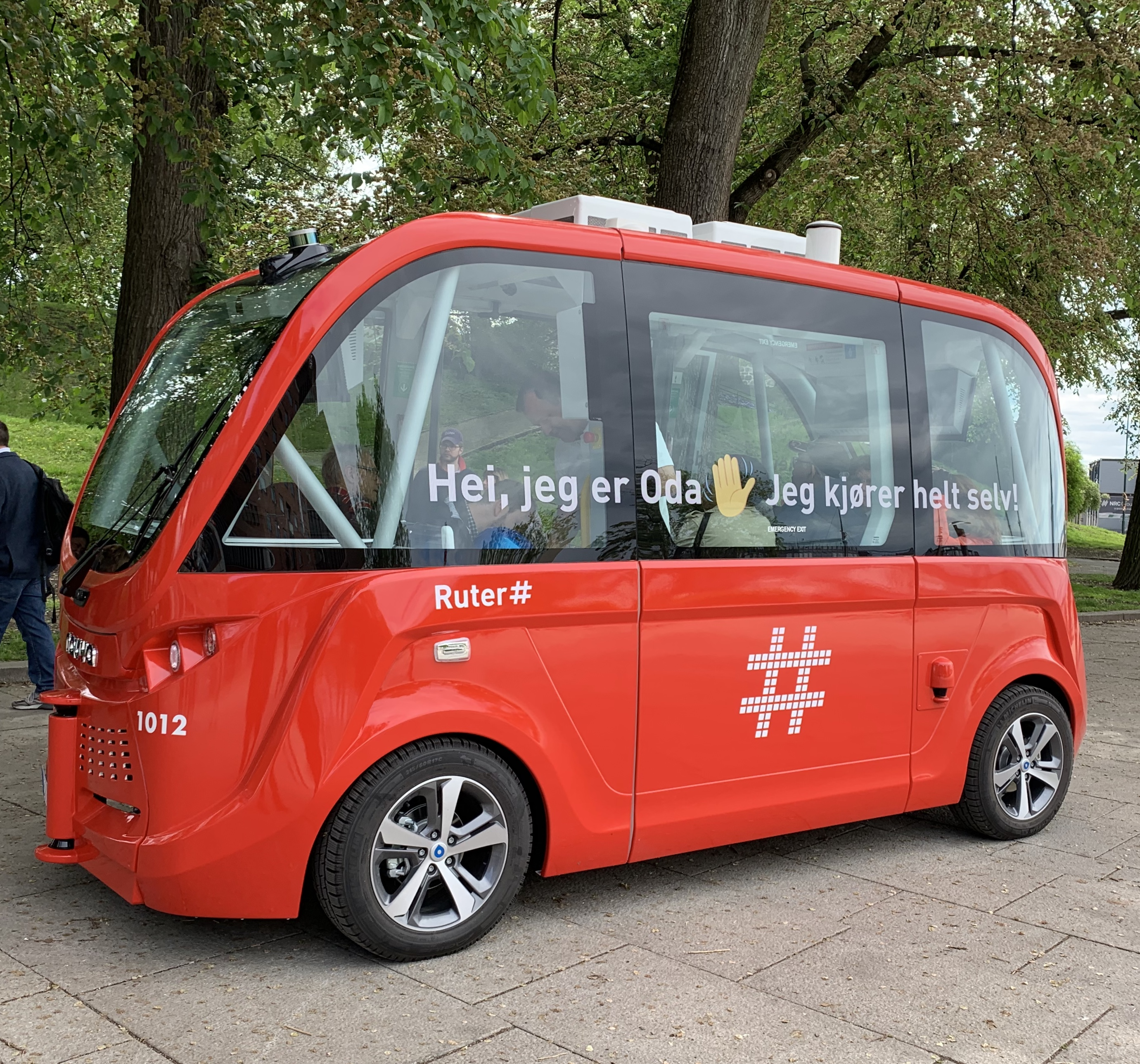
Zelfrijdende bus in Oslo (2019)